# ديفيد فرنسيس بيكون
ديفيد فرنسيس بيكون (بالإنجليزية: David Francis Bacon)‏ هو طبيب وكاتب أمريكي، ولد في 30 نوفمبر 1813 في Prospect, Connecticut ‏ في الولايات المتحدة، وتوفي في 23 يناير 1866 في نيويورك في الولايات المتحدة.